# ماكسيم ويليام
ماكسيم ويليام (بالفرنسية: Maxime Guillaume)‏ هو مهندس ومخترِع فرنسي، ولد في 1888، وتوفي في القرن العشرين.